# Nesomyrmex cataulacoides
Nesomyrmex cataulacoides  (лат.) — вид мелких муравьёв рода Nesomyrmex (Formicidae) из подсемейства Myrmicinae.

## Распространение
Африка (Камерун, Кения).

## Описание
Мелкие желтовато-коричневые муравьи, от близких видов отличаются боковыми шипами на петиоле и постпетиоле, широкими и острыми плечевыми углами переднеспинки и 11-члениковыми усиками. 
Длина головы (HL) 0.58–0.60 мм; ширина головы (HW) 0.54–0.56 мм; головной индекс (CI) 93–98; длина скапуса (SL) 0.38 мм; индекс скапуса (SI) 65–67. Промезонотум покрыт короткими отстоящими волосками. Проподеум вооружён небольшими шипиками. Брюшко гладкое и блестящее. Усики 11-члениковые с булавой из 3 сегментов. Жвалы с 5 зубцами. Стебелёк между грудкой и брюшком состоит из двух члеников: петиолюса и постпетиолюса (последний четко отделен от брюшка), жало развито. Мелкие почвенные муравьи (длина около 2 мм) коричневого цвета, похожие на представителей рода Leptothorax.

## Систематика
Вид включён в состав группы Nesomyrmex cataulacoides species-group (Formicoxenini, или Crematogastrini). Ранее представители рода рассматривались в составе рода Leptothorax. Вид был впервые описан в 1992 году американским энтомологом Роем Снеллингом (Snelling R. R., 1934—2008; Natural History Museum of Los Angeles County, Калифорния, США) по материалам из Африки под первоначальным названием Leptothorax catalaucoides Snelling, R.R., 1992. Название вида происходит от имени рода Cataulacus, сходного с ним по внешнему виду.